# 陸奥国
陸奥国（むつのくに）は、かつて存在した令制国の一つ。東山道に属する。現在の福島県、宮城県、岩手県、青森県と秋田県の一部（鹿角郡）。等級区分で大国の一つ。
明治維新後、出羽国とともに分割された後の陸奥国については、陸奥国 (1869-)を参照。

## 概要
当初は「道奥」（みちのおく）と呼ばれ、平安時代まで「陸奥」（みちのく）とも呼ばれた。その後は「陸奥」（むつ）と呼ばれた。
畿内から見て山道（のちの東山道）と海道（のちの東海道）の奥に位置する。中央政権に新規に服従した地域を同国に含めていったため、時期によって範囲は変遷する。未だ服従しない北方の蝦夷（えみし）と接した。
明治元年12月7日（西暦1869年1月19日）に5国に分割され、その1つとして、青森県と岩手県二戸郡にかけての地域に新たに「陸奥国」（りくおうのくに・むつのくに）が置かれた。

## 「陸奥」の名称と由来
『古事記』には「道奥」とあり、『日本書紀』は「陸奥」が多いが古い時代に「道奥」もみられ、ともに「道奥」を「みちのおく」と訓じる。『和名抄』は「陸奥」を「みちのおく」とする。「道」は古い時代には「国」と同義に使われており、「道奥」の語源は「都からみて遠い奥」にある国の意である。「道」を「陸」にかえた積極的理由はわからないが、常陸国の場合と同じく、「陸道」の意であてたものであろう。平安時代の和歌で「陸奥」は「みちのく」として詠まれていた。「みちのく」は「みちのおく」が訛って縮まったものである。
「みちのく」が「むつ」に変わった事情には、江戸時代から二説ある。一つは陸が六の大字として用いられることをふまえて、陸を六と書き、それに訓読みをあてて「むつ」にしたというもので、本居宣長が『古事記伝』で唱えた。陸州は古代・中世によく使われた略し方で、「六奥国」「六奥守」「六国」という書き方も平安時代にはあった。もう一つは「みちのく」が「みちのくに」になり、「むつのくに」に転訛したという説で、保田光則『新撰陸奥風土記』にある。「みちのくに」は『伊勢物語』などに見える。

## 沿革

### 「道奥国」設置と当時の領域

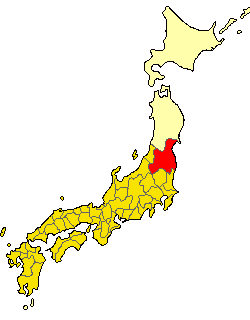
7世紀末から712年までの陸奥国

初め道奥（みちのおく）といい、『常陸国風土記』には孝徳天皇在位の末年（654年）に、足柄峠の東方に常陸国を始め8国を置いたとの記述があり、この8国の中に道奥が含まれると解されている。現在の東北地方のうち徐々に律令国家日本に編入された地域、すなわち宮城県松島以南までの広大な領域を暫定的に含む辺境の大国であった。
常陸国から分離される形で成立し、以後、平安時代まで陸奥（みちのく）と呼ばれた。7世紀の設置時の範囲は、およそ現在の宮城県の中南部、山形県の内陸部、福島県のほぼ全域、茨城県の北西部に相当し、内陸盆地のみならず、阿武隈高地以東に位置する太平洋沿岸である福島県浜通り（旧磐前県）や宮城県沿岸部も含まれていた。
- 宮城県域 : 松島丘陵以南の全域
  - 仙南平野（仙台平野の南半分）
  - 阿武隈川流域の盆地群（刈田郡と伊具郡）
- 山形県域 : 内陸部（奥羽山脈の西側盆地群の全て）
  - 最上地方（新庄盆地。当時の最上郡。9世紀に分割されて村山郡となる）
  - 村山地方（山形盆地。当時の最上郡。太閤検地以降村山郡と郡名が入れ替えとなる）
  - 置賜地方（米沢盆地。当時の置賜郡）
- 福島県域 : 東南の隅の菊多郡（現在のいわき市南部）を除いた全域。
  - 中通り
  - 会津地方
  - 浜通り
- 茨城県域 : 内陸部
  - 久慈川の上流域（久慈郡大子町全域と常陸大宮市諸沢・西野内・北富田。依上郷を経て依上保と呼ばれる区域[4] ）

6世紀までに存在した陸奥の国造は、道奥菊多国造（のちの菊多郡に相当）、石城国造（磐城郡）、染羽国造（締葉郡）、浮田国造（宇多郡）、思国造（思太の誤りか）、白河国造（白河郡）石背国造（磐瀬郡）、阿尺国造（安積郡）、信夫国造（信夫郡）、伊久国造（伊具郡）の10国造であり、いずれも成務朝から応神朝に神別氏族が派遣されて設置されたと見える（「国造本紀」）。孝徳朝の後半に第二次の使者が派遣されて、国造制が評制へと変わり、道奥国（みちのおくくに）が設けられた。

### 律令制下の陸奥国

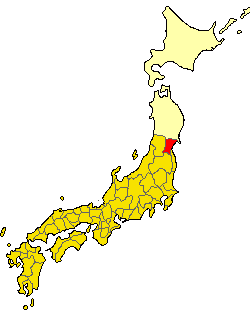
718年から数年間の陸奥国

大宝律令成立直後に出された賦役令調庸物条に関する民部省式（『令集解』所収）に記載された諸国の配列が下野国の次に陸奥国、すなわち東山道の位置に置かれている。この式の発令時期については、大宝年間説と和銅年間説があるものの、遅くても8世紀初頭には陸奥国が東山道に所属していることが判明する。
和銅5年（712年）に、最上川流域の最上郡（最上地方および村山地方）と置賜郡（置賜地方）を越後国から分離独立した出羽国（現在の庄内地方）に譲ったため、陸奥国は上述の宮城県域と福島県域と茨城県域になった。
養老2年（718年）に、陸奥国は、陸奥国・石城国・石背国の三つに分割された。この分割により、阿武隈川下流の北岸から宮城県中部まで（伊具郡・刈田郡・岩沼以北）の狭い範囲だけが陸奥国となった。阿武隈川下流の南岸以南の太平洋沿岸（菊多から亘理まで）は石城国、伊達郡以南の阿武隈川流域盆地群（現在の福島県中通り）と会津盆地群で石背国とした。石城国は、分立する際に常陸国から菊多郡を編入した。
しかし、養老4年（720年）以降神亀元年（724年）以前のいつかの時点で、これら3国は陸奥国に再編入された。菊多郡はそのまま陸奥に属した。
蝦夷（えみし）の領域に接する陸奥国には、陸奥・出羽両国を統括する陸奥按察使が置かれた。陸奥国府には鎮守府が置かれ、他国から送られた鎮兵の統括を任務とし、鎮守将軍（後に鎮守府将軍）が両国を軍事的に統括した。大同3年（808年）以前には、陸奥・出羽按察使、鎮守将軍とも、陸奥守が兼任することが多かった。延暦21年（802年）に胆沢城が造営されると、鎮守府はここに移された。この後鎮官が国司と別に任じられるようになり、胆沢城の城司に鎮官を充てた。国府多賀城は胆沢城鎮守府を後方から守る役割になった。
陸奥国は、蝦夷との戦争をへて次第に領域を北に拡大し、最終的に突出して面積の大きな国になった。版図の拡大には城柵を設置する政策がとられた。689年（持統3年）に優嗜曇評の柵（のち出羽国置賜郡）、724年（神亀元）に多賀城（宮城県多賀城市）、737年（天平9年）に玉造柵（宮城県大崎市名生館官衙遺跡あるいは宮沢遺跡か）、同年新田柵（宮城県大崎市大嶺八幡遺跡）、同年牡鹿柵（宮城県東松島市赤井遺跡か）、同年色麻柵、759年（天平宝字3年）に桃生城（宮城県石巻市）、767年（神護景雲元）に伊治城（宮城県栗原市）、780年（宝亀11年）に覚（上幣と下魚）城（未造営か）、802年（延暦21年）に胆沢城（岩手県奥州市）、803年（延暦22年）に志波城（岩手県盛岡市）、804年（延暦23年）までに中山柵（宮城県遠田郡・旧小田郡）、812年（弘仁3年）に徳丹城（岩手県矢巾町）、遺跡として7世紀中頃の仙台郡山遺跡（宮城県仙台市）、8世紀前半の城生柵（宮城県加美町）の15柵がつくられた。
和名類聚抄による田の面積は、5万1440町3反99歩。延喜式による租稲（租の税収）は158万2715束。都への貢進物は昆布・縒昆布・策昆布・細昆布・広昆布、薬草として甘草・秦膠・大黄・石斛・人参・附子・猪脂、筆、零羊の角。交易雑物には鹿の革、独犴（ラッコまたは犬）の皮、砂金、昆布・策昆布・細昆布があった。また、特産物の金、名馬、毛皮、羽根は都の貴族に珍重された。
| 名目       | 支出（束） |
| ---------- | ---------- |
| 正税       | 60万3000   |
| 公廨       | 80万3715   |
| うち国司料 | (64万1200) |
| うち鎮官料 | (16万2515) |
| 国分寺料   | 4万0000    |
| 文殊会料   | 2000       |
| 救急料     | 12万0000   |
| 祭塩竃神料 | 1万0000    |
| 学生料     | 4000       |
| 計         | 158万2715  |

### 平安時代
陸奥国南西部（後の岩代国）の会津地方では、807年（大同2年）創建の伝承を持つ恵日寺が強大な勢力を持ち、11世紀から12世紀に最盛期を迎えて陸奥国から北陸地方北部まで影響力を持った。
平安時代後期になって中央からの統制が弛緩すると、俘囚の長安倍氏が陸奥の北部（現在の岩手県・青森県）、奥六郡から下北半島、さらに十三湊からの大陸交易に至る多大な権益に力を持つようになった。安倍氏は国司に従わず、前九年の役で戦って滅亡した。このとき出羽国から参戦した清原氏が陸奥・出羽両国で勢威を持ったが、後三年の役で滅亡した。これに代わって平泉を本拠地とする奥州藤原氏が陸奥・出羽の支配者になった。彼らはいずれも陸奥・出羽の地元で力を伸ばした一族で、都から派遣された国司が統治するという律令制の大原則を侵食し、奥州藤原氏にいたって自治的領域を築くようになった。奥州藤原氏の勢力圏は陸奥国全域におよび、現在の福島県中通りでは、信夫佐藤氏が信夫郡（現在の福島市）を本拠地として宮城県南西部、山形県南部、中通り中部、後に恵日寺衰退後の会津を支配した。中通り南部は、前九年の役に従軍した後に石川郡に定住した清和源氏の石川氏が統治した。又、浜通り南部は桓武平氏の岩城氏が統治していた。しかし、信夫佐藤氏、石川氏、岩城氏のいずれも、平泉藤原氏に服属していた。
奥州藤原氏は後の陸中国域（岩手県）にあたる平泉を本拠に、平氏政権のもとでも半独立の状態を維持した。しかし1189年に源頼朝の攻撃を受けて滅亡した。
なお、平安時代の陸奥国および出羽国は、北東北領域で境界不明瞭なことが多く、平安末期には、奥州藤原氏の勢力範囲の秋田県領域（仙北三郡など）も陸奥国と見なされていたようである（→出羽国）。

### 鎌倉時代

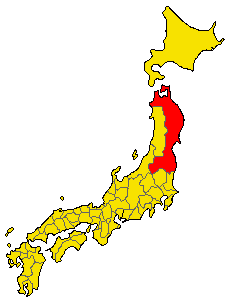
鎌倉時代から1868年までの陸奥国

頼朝は、陸奥国に関東の武士を地頭として配置した。奥州土着の武士は衰退し、鎌倉以来の武士が戦国時代まで陸奥国に割拠した。その中で、葛西清重ら葛西氏が下総国葛西郡（現在の東京都葛飾区）から石巻へ転入し、平泉の統治を任され、「奥州惣奉行」職に就任した。守護は置かれなかった。この他にも、蘆名氏、安藤氏、石川氏、工藤氏、熊谷氏、相馬氏、戸沢氏、南部氏、和賀氏、などがあった。
鎌倉時代後期には安藤氏の乱が起きた。

### 南北朝・室町時代
後醍醐天皇の建武の新政期には一時期親王任国とされ、義良親王が陸奥太守として赴任した。南北朝の争乱期においては、多賀城は南朝と北朝の係争地として北畠顕信や吉良貞家・畠山国氏らが争った。南朝勢力の駆逐後奥州管領が4人並立する事態となるが、斯波氏がこの争いに勝利して大崎地方に勢力を扶植し大崎氏を名乗るようになる。その後鎌倉公方足利氏満の支配下となるが、子の足利満兼の代となると篠川御所・稲村御所を設置するも伊達政宗の反乱を招く。また、奥州の在地領主が幕府と直接主従関係を結び、京都扶持衆と呼ばれる関係を築いた。
鎌倉公方と室町幕府の関係悪化によって、幕府は奥州探題を置いた。当初、大崎氏が奥州探題を世襲していたが、南北朝の争乱以降在地領主の権限が強く、その権威は名目的なもので、権威が及ぶ範囲も限られていた。戦国時代になると陸奥国南部（現在の福島県北部）の伊達氏が台頭し、伊達稙宗が陸奥国守護を任ぜられ、大崎氏が伊達氏の勢力下に組み込まれるに至って、奥州探題の地位も伊達氏に奪われた。
又、松島から気仙郡にかけての三陸沿岸は、石巻を本拠地とする葛西氏が統治していた。しかし、天正時代の奥州仕置きにより、葛西氏は領土を没収され、旧葛西氏領は伊達氏の領土に編入された。
さらに、現在の茨城県域は近代初めに実施された太閤検地により、常陸国に編入した。

### 江戸時代
代表的な藩として弘前藩、盛岡藩、仙台藩、中村藩、磐城平藩、福島藩、二本松藩、白河藩、米沢藩、会津藩など。これらのうち、高地以東（北上高地以東、阿武隈高地以東）の太平洋沿岸のみを領した藩は、中村藩と磐城平藩のみである。内陸盆地のみの藩は会津藩、福島藩、白河藩や二本松藩などである。

### 明治期の陸奥国

1869年以降の陸奥国（りくおう）

1869年1月19日（明治元年12月7日）、戊辰戦争に敗けた奥羽越列藩同盟諸藩に対する処分が行われた。同日、陸奥国と出羽国は分割され、陸奥国（むつ）は、陸奥国（りくおう）・陸中国（りくちゅう）・陸前国（りくぜん）・岩代国・磐城国の5国に分割された。陸奥国（りくおう）は、現在の青森県に岩手県西北の二戸郡を加えた範囲となり、結果的に初期の陸奥国（みちのく）から300kmも離れた土地を指すことになった。
陸奥国（りくおう）の領域にあった藩は下記のとおりである。
- 斗南藩
- 七戸藩（盛岡藩支藩）
- 弘前藩
- 黒石藩（弘前藩支藩）
- 八戸藩

明治政府の地方支配体制は、その後の廃藩置県や鎮台などによって実現されたため、明治元年の陸奥国分割は、政治的にも地域圏・文化圏成立にもほとんど意味を成さなかった。ただし、分割後の国名は、鉄道の駅名や陸前高田市などの地名に利用されている。また、陸奥・陸中・陸前の三国を総称した「三陸」の呼称は三陸海岸を始め現在も定着している。

## 国内の施設

### 国府

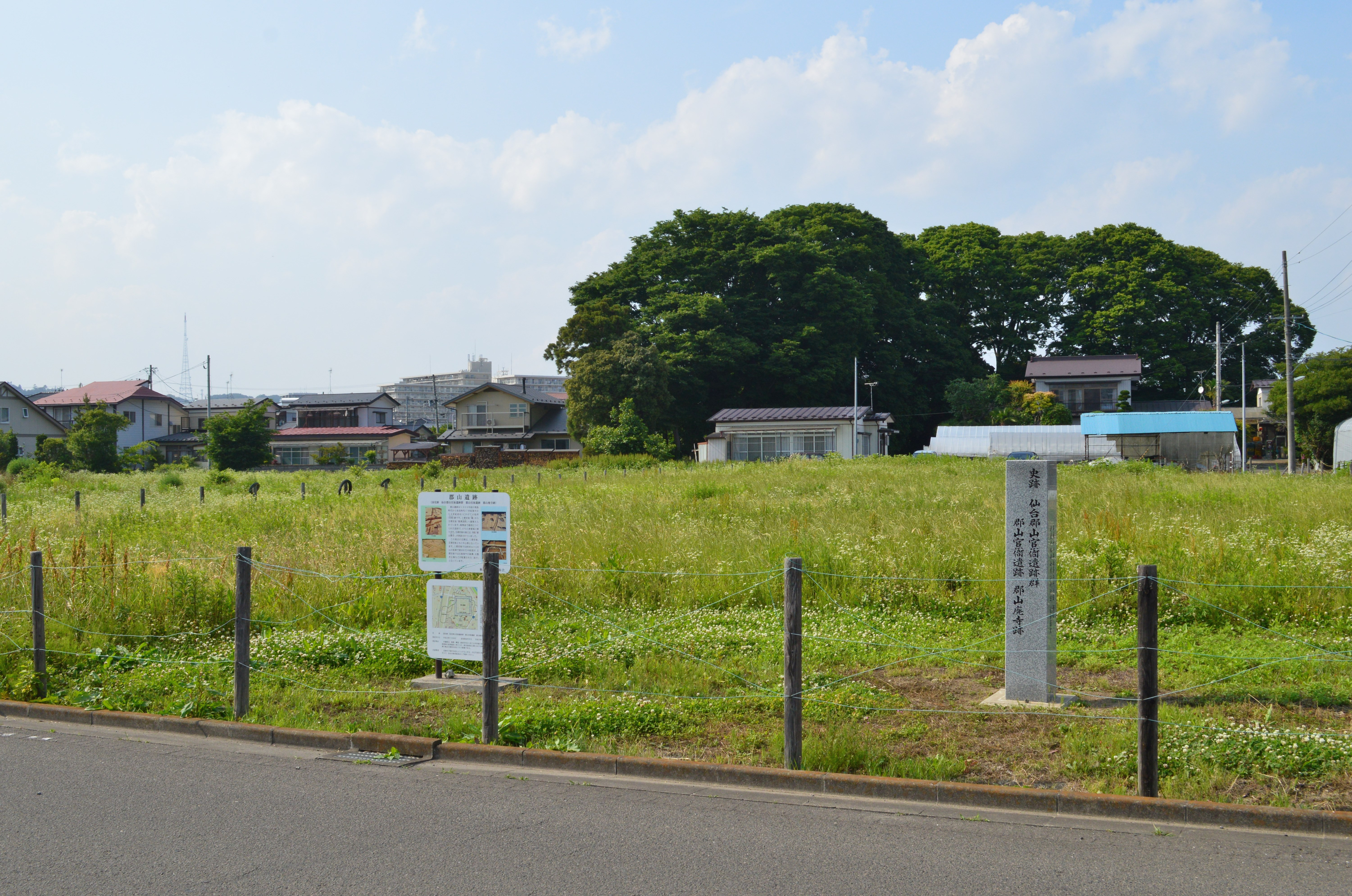
郡山官衙遺跡（宮城県仙台市）

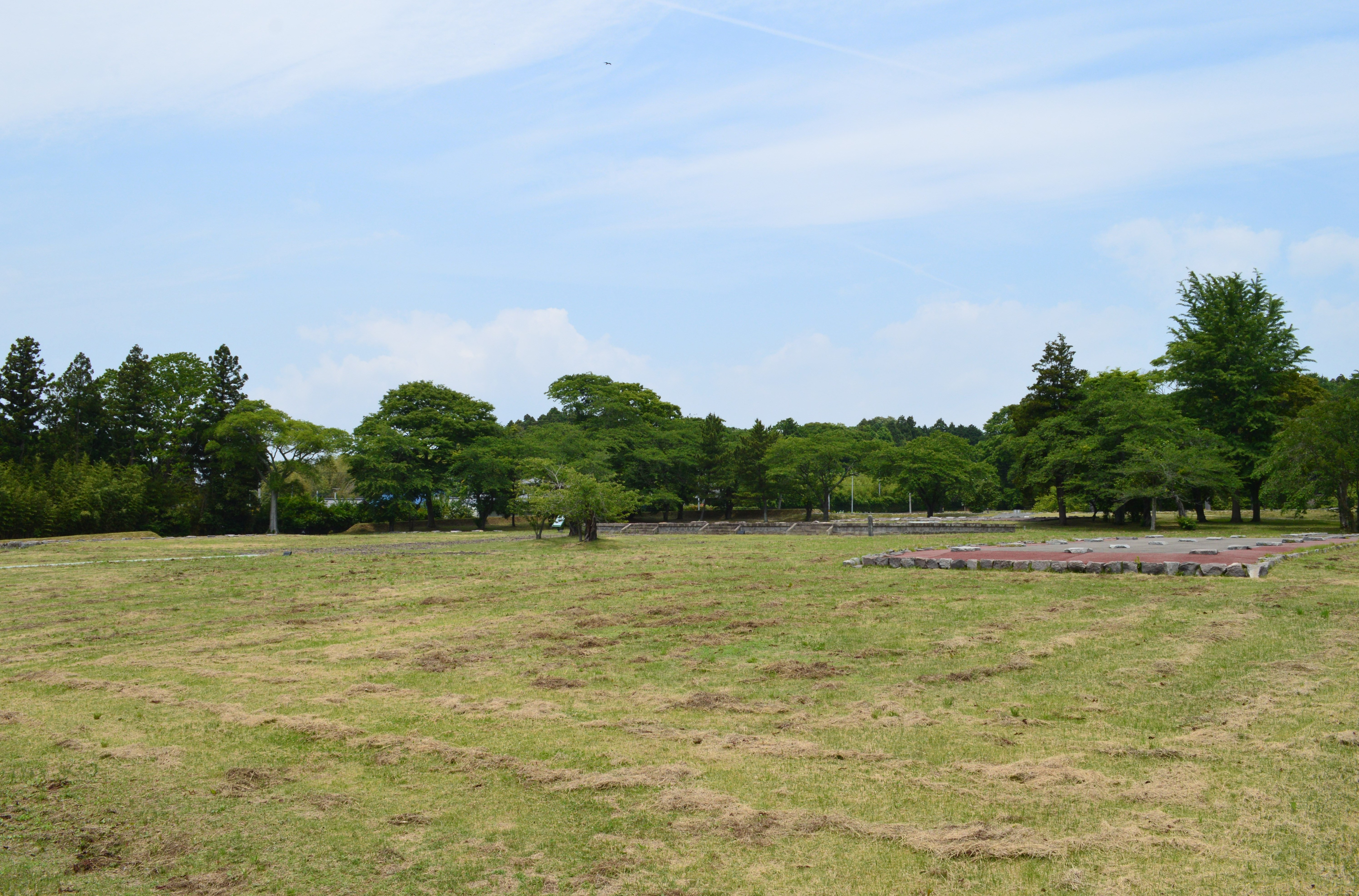
多賀城跡（宮城県多賀城市）

1. 郡山官衙遺跡（宮城県仙台市太白区、北緯38度13分20.38秒 東経140度53分34.38秒 / 北緯38.2223278度 東経140.8928833度） - 国の史跡（史跡「仙台郡山官衙遺跡群　郡山官衙遺跡　郡山廃寺跡」のうち）。神亀元年（724年）以前。
2. 多賀城（宮城県多賀城市、北緯38度18分23.8秒 東経140度59分18秒 / 北緯38.306611度 東経140.98833度） - 国の特別史跡。神亀元年（724年）から10世紀。
3. 多賀国府（宮城県仙台市北東部と推定） - 10世紀以降。

当初の国府は郡山遺跡と推定されており、名取郡にあったとされる。神亀元年（724年）に宮城郡多賀（現在の宮城県多賀城市）に多賀城が建設されると同時に国府もここに移された。遺跡調査からこの国府が10世紀に廃絶したことがわかっているが、文献史料からはその後も多賀国府が鎌倉時代、南北朝時代に存在したことがわかっている。場所はやや西の岩切駅（現在の仙台市北東部）付近に移ったと推測されている。
過去には、多賀城・多賀国府が岩切や利府にあったとする説もあり、多賀城の位置が定まったのは明治に入ってからである。その後も、歌枕の「武隈の松」から武隈（現在の宮城県岩沼市）に国府が一時期あったとする説や、現在の福島県に国府が置かれた時期もあったとする推定もなされたが、いずれも発掘調査の進展により否定されている。

#### 陸奥府中
| 旧称 | 現称     | 現在地                                                                    |
| ---- | -------- | ------------------------------------------------------------------------- |
| 北宮 | 北宮神社 | 北緯38度20分45.7秒 東経140度59分51秒 / 北緯38.346028度 東経140.99750度    |
| 東宮 | 東宮神社 | 北緯38度18分48.2秒 東経141度2分55.9秒 / 北緯38.313389度 東経141.048861度  |
| 西宮 | 冠川神社 | 北緯38度18分20秒 東経140度56分45.4秒 / 北緯38.30556度 東経140.945944度    |
| 南宮 | 南宮神社 | 北緯38度18分20.9秒 東経140度58分15.6秒 / 北緯38.305806度 東経140.971000度 |

郡山遺跡の時代の陸奥国府の「府中」の範囲は不明だが、多賀城や多賀国府の時代の「府中」の範囲はおおよそ分かっている。すなわち、府中の東西南北の境界には、東宮（とうぐう）・西宮（さいぐう）・南宮（なんぐう）・北宮（ほくぐう）と呼ばれる神社が祀られており、これら4社が囲むエリアの内外に国府、国府の役人やその家族および家来や商人などが住む町、寺院・神社、街道・河川（河川港）・国府津（海港）などが集中し、陸奥国の政治・経済の中心地として室町時代まで続いた。
現在、東宮は七ヶ浜町に東宮神社として残り、南宮も多賀城市に南宮神社として残る。北宮は北宮神社（きたみや）として利府町の春日神社の境内社として残る。西宮は江戸時代に冠川明神と呼ばれ、明治期に鹽竈神社の別宮に合祀されて志波彦神社となったが、分霊が冠川神社として元の所在地にある八坂神社に境内社として戻った。4社いずれも鹽竈神社の境外末社となっている。

### 国分寺・国分尼寺

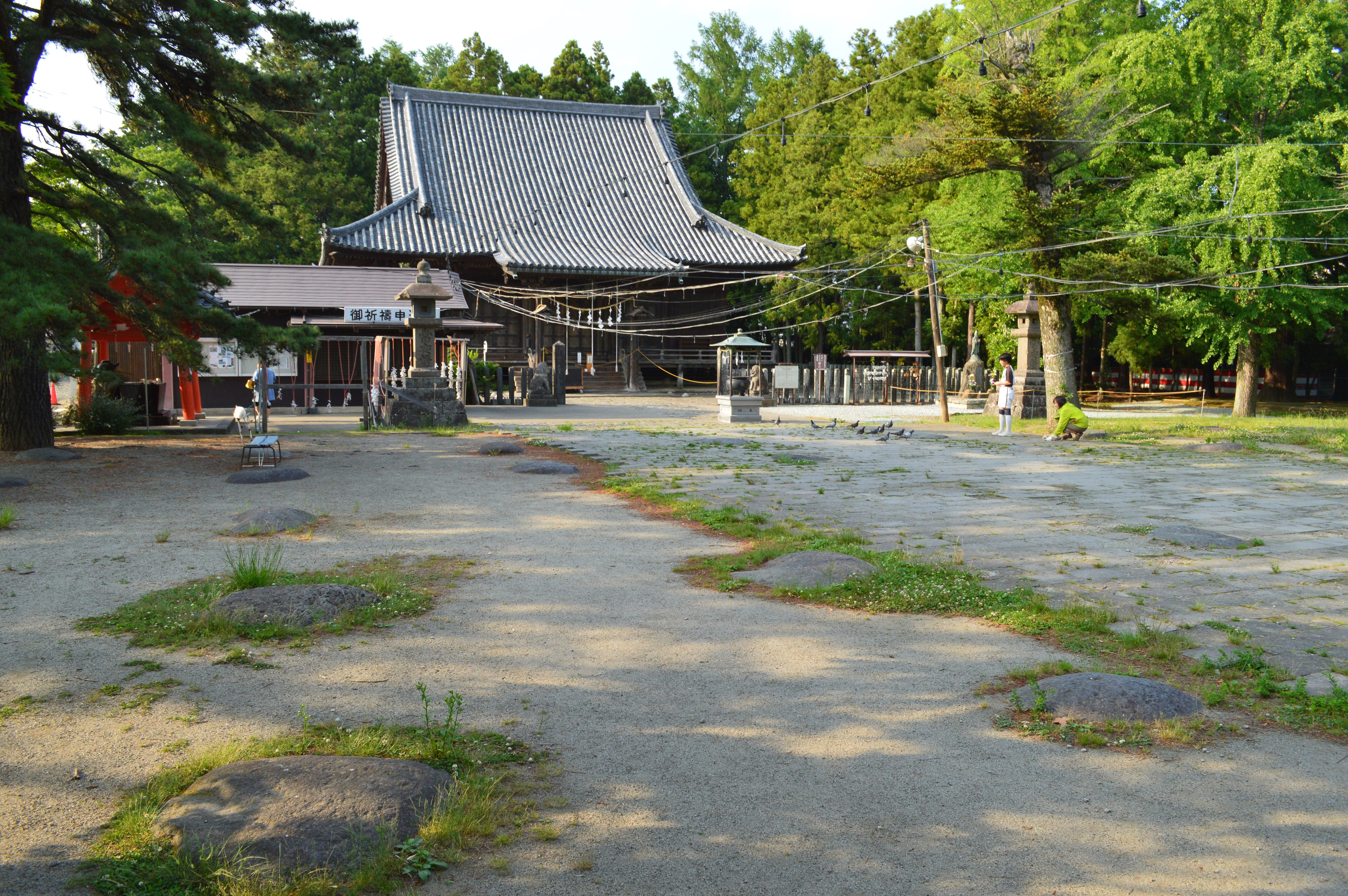
陸奥国分寺（宮城県仙台市）

- 陸奥国分寺跡（宮城県仙台市若林区木の下、北緯38度15分3.3秒 東経140度54分10秒 / 北緯38.250917度 東経140.90278度）
国の史跡。陸奥国の宮城郡に属する。推定寺域は800尺（約242メートル）四方と推定され、東大寺式伽藍配置である。1189年に奥州合戦で焼失したが、慶長12年（1607年）に伊達政宗が同じ位置に再建し、真言宗智山派の護国山医王院陸奥国分寺（本尊：薬師如来、北緯38度15分3.05秒 東経140度54分1.93秒 / 北緯38.2508472度 東経140.9005361度）として現在に至っている。
- 陸奥国分尼寺跡（宮城県仙台市若林区白萩町、北緯38度15分6.3秒 東経140度54分34秒 / 北緯38.251750度 東経140.90944度）
国の史跡。僧寺と同じく宮城郡に属し、僧寺から西へ約700メートルの地に位置する。これまでに金堂跡と推定される土壇・礎石が認められたのみで、寺域・伽藍配置は明らかでない。推定寺域と重複する曹洞宗の護国山国分尼寺（本尊：聖観世音菩薩）が法燈を伝承する。

### 定額寺
- 菩提寺（福島県福島市に比定）-天長7年（830年）[12]
- 極楽寺（岩手県北上市に比定）-857年[13]

### 神社
延喜式内社
『延喜式』神名帳には、大社15座15社・小社85座85社の計100座100社が記載されている（「陸奥国の式内社一覧」参照）。大社15社は以下に示すもので、全て名神大社である。
| - 白河郡 - 都都古和気神社（論社2社） - 苅田郡 - 苅田嶺神社 - 宮城郡 - 志波彦神社 - 鼻節神社 - 色麻郡 - 伊達神社 - 信夫郡 - 東屋沼神社 - 牡鹿郡 - 零羊埼神社（論社2社） - 拝幣志神社 | - 桃生郡 - 計仙麻大島神社（論社数社） - 行方郡 - 多珂神社（論社2社） - 栗原郡 - 志波姫神社（論社3社） - 会津郡 - 伊佐須美神社 - 安積郡 - 宇奈己呂和気神社 - 柴田郡 - 大高山神社 - 宇多郡 - 子負嶺神社 |

総社・一宮以下
『中世諸国一宮制の基礎的研究』に基づく一宮以下の一覧。
- 総社：陸奥総社宮（宮城県多賀城市、北緯38度18分39.8秒 東経140度59分35.9秒 / 北緯38.311056度 東経140.993306度） - ただし鹽竈神社が総社を兼ねていたとする説もある。
- 一宮：次の2社。
  - 鹽竈神社（宮城県塩竈市、北緯38度19分8.2秒 東経141度0分45.5秒 / 北緯38.318944度 東経141.012639度）
  - 都々古別神社（福島県東白川郡棚倉町内に論社2社、馬場都々古別神社：北緯37度1分55.46秒 東経140度22分33.30秒 / 北緯37.0320722度 東経140.3759167度、八槻都々古別神社：北緯36度59分40.31秒 東経140度23分31.56秒 / 北緯36.9945306度 東経140.3921000度）
- 二宮：伊佐須美神社（福島県大沼郡会津美里町、北緯37度27分24.4秒 東経139度50分26.5秒 / 北緯37.456778度 東経139.840694度）

なお、他に陸奥国一宮を称する神社として石都々古和気神社（福島県石川郡石川町）があり、上記2社と同じくこちらも全国一の宮会に加盟している。

### 安国寺利生塔
- 興聖山安国寺（宮城県大崎市古川柏崎、北緯38度35分31.3秒 東経140度52分39.5秒 / 北緯38.592028度 東経140.877639度） - 臨済宗妙心寺派で本尊は阿弥陀如来。
- 無為山安国東昌禅寺（宮城県仙台市青葉区青葉町、北緯38度16分56.9秒 東経140度51分49.9秒 / 北緯38.282472度 東経140.863861度）- 伊達郡、のち伊達氏と共に現在地に移転した。臨済宗東福寺派で本尊は釈迦如来。

利生塔は未詳。

## 地域

### 郡
平安中期（930年代）の『和名抄』には36郡160郷があげられているがその後次第に増え、『太平記』では「奥州五十四郡あたかも日本半國に及べり」といわれ、以来陸奥国といえば54郡といわれるようになった。しかし実際には陸奥国の郡数は時代によって増減しており一定ではない。この54という郡数は鎌倉時代の最末期の状態を反映したものである。以下のリストに「五十四郡」に含まれない郡は14郡あり、すべて数えると合わせて68郡となる。
- 01磐瀬郡（718年-722年頃の間、一時的に石背国として独立）
- 02会津郡（718-722頃の間、一時的に石背国として独立。会津四郡の一つ）
- 03耶麻郡（平安時代に会津郡より分置。会津四郡の一つ）
- 04大沼郡（平安時代に会津郡より分置。会津四郡の一つ）
- 05河沼郡（平安時代に会津郡より分置。会津四郡の一つ）
- 06安積郡（718-722頃の間、一時的に石背国として独立）
  - 田村郡（1717年、安積郡より分立）
- 07安達郡（906年、安積郡より分立）
- 08信夫郡（718-722頃の間、一時的に石背国として独立）
- 09伊達郡（10世紀前半、信夫郡より分置）
- 10白河郡（718-722頃の間、一時的に石背国として独立。1879年西白河郡）
- 11高野郡（10世紀半ばまでに白河郡より分置、南北朝時代に白川郡、1879年東白川郡）
  - 石川郡（室町時代（？）に白河郡より分立）
  - 村山郡（712年、出羽国に移管）
  - 最上郡（712年、出羽国に移管）
  - 置賜郡（712年、出羽国に移管）
- 12菊田郡（718-722頃の間、一時的に石城国として独立）
- 13石城郡（718-722頃の間、一時的に石城国として独立。1180年に磐城郡と改称）
- 14磐前郡（1180年、石城郡より分置）
- 15楢葉郡（1180年、石城郡より分置）
- 16標葉郡（718-722頃の間、一時的に石城国として独立）
- 17行方郡（718-722頃の間、一時的に石城国として独立）
- 18宇多郡（718-722頃の間、一時的に石城国として独立）
- 19伊具郡
- 20亘理郡
- 21刈田郡（712年、柴田郡より分置）
- 22柴田郡
- 23名取郡
- 24宮城郡
  - 多賀郡（宮城郡の一部。785年分置、905年以前に再統合）
- 25黒川郡（大崎六郡という場合は大崎五郡にこの黒川郡を加えていう）
- 26賀美郡（大崎五郡の一つ）
- 27色麻郡（中世、賀美郡に合併され消滅）
  - 富田郡（728年建郡、799年色麻郡に合併され消滅）
- 28玉造郡（大崎五郡の一つ。713年丹取郡として建郡。728年頃、玉造郡と改称）
- 29志太郡（大崎五郡の一つ）
- 30長岡郡
- 31新田郡
- 32小田郡
- 33遠田郡（大崎五郡の一つ）
- 34登米郡（葛西七郡の一つ）
- 35栗原郡（大崎五郡の一つ）
- 36牡鹿郡（海道五郡、葛西七郡の一つ）
- 37桃生郡（海道五郡の一つ）
- 38気仙郡（海道五郡、葛西七郡の一つ。785年、桃生郡の北半を分割して階上郡を建郡[注釈 3]。811年以前のある時期、気仙郡と改称。室町時代、本吉郡の一部と桃生郡の一部を併せて竹駒郡と改称。1591年、竹駒郡解体、旧称に戻される）
- 39本吉郡（海道五郡、葛西七郡の一つ。1153年～1189年の間のいつか、桃生郡の北部を主体に気仙郡の一部と牡鹿郡の一部を加えて成立。古くは「元良」「本良」とも書いた）
- 40膽沢郡（奥六郡、葛西七郡の一つ）
- 41江刺郡（奥六郡、葛西七郡の一つ）
- 42磐井郡（葛西七郡の一つ）
- 43和賀郡（10世紀頃に建郡。奥六郡の一つ）
- 44紫波郡（10世紀頃に建郡。奥六郡の一つ）
- 45稗貫郡（10世紀頃に建郡。奥六郡の一つ）
- 46岩手郡（10世紀頃に建郡。奥六郡の一つ）
- 47閉伊郡（海道四郡という場合は海道五郡からこの閉伊郡を除いていう。おそらく平安末期に成立。1879年、東西南北を分置して中閉伊郡となる）
  - 北閉伊郡
  - 南閉伊郡
  - 西閉伊郡
  - 東閉伊郡
- 48久慈郡（1070年以降、閉伊郡の北部を分置、南北朝時代に一時消滅、1634年九戸郡として復活）
- 49鹿角郡（1070年以降出羽国に置かれたが、1869年陸中国分置時に出羽国から移管。
- 50比内郡（1070年以降建郡。中世に出羽国に移管。後の出羽国河北郡→秋田郡）
- 51糠部郡（1070年以降に建郡。南北朝時代に久慈郡を併合。1634年、九戸、北、三戸の3郡を分置して二戸郡となる）
  - 北郡
  - 三戸郡
- 52鼻和郡（郡制以前に出羽国から移管、1070年以降成立。津軽四郡の一つ）
- 53平賀郡（郡制以前に出羽国から移管、1070年以降成立。津軽四郡の一つ）
- 54田舎郡（郡制以前に出羽国から移管、1070年以降成立。津軽四郡の一つ。後に山辺郡を併合。1664年以前のほど近い時期、鼻和郡と平賀郡を併合して津軽郡と改称）
  - 山辺郡（建武元年（1334年）以前に田舎郡東部を分置、津軽四郡の一つ。のち田舎郡に再統合したため「津軽三郡」という場合には四郡からこの山辺郡を除いていう）

### 人口
- 1721年（享保6年） - 196万2836人
- 1750年（寛延3年） - 183万6134人
- 1756年（宝暦6年） - 180万6192人
- 1786年（天明6年） - 156万3719人
- 1792年（寛政4年） - 156万8218人
- 1798年（寛政10年）- 158万9108人
- 1804年（文化元年）- 160万2948人
- 1822年（文政5年） - 165万0629人
- 1828年（文政11年）- 168万0102人
- 1834年（天保5年） - 169万0509人
- 1840年（天保11年）- 150万6193人
- 1846年（弘化3年） - 160万7881人
- 1872年（明治5年） - 229万4915人（旧陸奥国5国合計）

※分国後の明治5年、陸奥国の人口は人口47万3244人であった。
内閣統計局・編、速水融・復刻版監修解題、『国勢調査以前日本人口統計集成』巻1（1992年）及び別巻1（1993年）、東洋書林。